# I masnadieri (film 1961)
I masnadieri è un film del 1961 diretto da Mario Bonnard, al suo ultimo film.

## Trama
Roma. Nel 1585 all'ombra del soglio pontificio di Papa Sisto V si susseguono intrighi e lotte di potere.

## Distribuzione
La pellicola venne distribuita nel circuito cinematografico italiano il 9 agosto del 1961.